# Peering
Peering je pojmenování pro vzájemné propojení počítačové sítě dvou telekomunikačních společností za účelem výměny datového provozu. Pojem je používán především v oblasti Internetu, kde se buď individuálně či hromadně na centrálních místech (exchange points) propojují sítě jednotlivých společností. Výsledkem vzájemného propojení všech takových sítí po celém světě je celosvětová síť Internet. Peeringové uzly jsou vlastně páteří celého Internetu.

## Veřejná peeringová centra v Česku
- NIX.CZ – Praha
- Peering.cz – Praha
- FreePeer – Praha
- BR-IX – Brno

## Významná veřejná peeringová centra v zahraničí
- SIX – Bratislava, Slovensko
- SITEL - Bratislava, Slovensko
- AMS-IX – Amsterdam, Holandsko
- LINX – Londýn, Velká Británie
- VIX – Vídeň, Rakousko
- DE-CIX – Frankfurt, Německo
- MSK-IX – Moskva, Rusko
- TORIX – Toronto, Kanada
- NYIIX – New York, USA
- LAIIX – Los Angeles, USA
- TOP-IX – Torino, Itálie
- PARIX – Paříž, Francie
- ESPANIX – Madrid, Španělsko
- BIX – Budapešť, Maďarsko
- MIX – Miláno, Itálie
- NETNOD – více lokalit, Švédsko
- FICIX – Helsinky, Finsko
- NIX (Norsko) – Oslo, Norsko
- a další

## Motivace
Původně se Internet skládal z několika páteřních sítí, které se rozprostíraly po celém světě a zajišťovaly spojení mezi kontinenty a státy. Síť měla v podstatě hvězdicovou topologii – všechny sítě ve všech státech bývaly napojeny právě na některou mezikontinentální síť (a tou procházela veškerá komunikace). A je třeba zdůraznit, že provozovatelé páteřních sítí si za to nechávají důkladně zaplatit, protože na to měli v podstatě monopol.
To však brzy začal být problém. Telekomunikační společnosti, působící např. v rámci jednoho státu mimo USA, přestože byly 'sousedé', si musely data mezi sebou posílat přes drahé linky větších telekomunikačních společností. Typickou situací tedy bylo to, že jste si posílali e-mail kamarádovi, a ten putoval trasou Praha – New York – Praha. Řešením byl privátní peering, tj. přímé propojení těchto dvou sítí. Ale pořád to nebylo ono, protože aby se mohly propojit všechny sítě např. v České republice, musel by mít každý ISP zvláštní datové linky ke každému 'sousedovi' zvlášť.
A tak začaly vznikat veřejné peeringy, tj. propojovací body, kde se vzájemně na jedné infrastruktuře propojilo více společností. Každé z nich stačilo zřídit si jen jednu datovou linku do peeringového centra. Zároveň všichni výrazně ušetřili na nákladech na připojení mimo peeringy.
Veřejné peeringy většinou fungují jako nezisková sdružení ISP, jejíž členové společně přispívají na nákup technologií a na jejich provoz.
Nutno zdůraznit, že samotné fyzické propojení v peeringovém centru ještě neznamená, že si všechny ISP vyměňují svá data. To vše záleží na vzájemně dohodě mezi všemi dvojicemi (tzv. peeringová dohoda). Ne každý ISP má zájem se se všemi propojovat.
Samotné vzájemné vyměňování dat není zpoplatňováno. Všichni ISP mají zájem na tom, aby se jejich zákazníci dostali po celém Internetu co nejkratší a nejrychlejší cestou.

## Technologie
Peeringová centra fungují většinou jako propojení routerů jednotlivých ISP do společné Ethernetové lokální sítě (LAN), tedy na linkové vrstvě.
Běžnou praxí je umístění technologií do více telehousů (serveroven), které musí splňovat ty nejpřísnější technologické a bezpečností podmínky.
Propojovací místa (uzly) jsou vzájemně propojeny, a tak si ISP mohou vybírat, na kterém místě se připojí. Díky tomu také bývají tyto sítě velmi dobře redundantní, což znamená, že při výpadku některého z uzlů všechny zbylé dále fungují a nedochází k úplnému kolapsu. Snahou jednotlivých ISP je, aby byly připojeni ve více lokalitách a případné poruchy a výpadky se jich co nejméně dotkly.
Jednotlivé lokality bývají propojeny více optickými trasami tak, aby i tyto propoje byly redundantní (např. do kruhu). Automatické přepnutí datových toků při výpadku některé z propojovacích tras bývá řešeno protokoly Spanning tree, VSRP (Virtual Switch Redundancy Protocol) apod.
Výměna routovacích informací mezi routery ISP je většinou řešena protokolem BGP (Border Gateway Protocol).

## Druhy peeringu
- privátní – přímé propojení sítí dvou ISP
- veřejný (public) – hromadné propojení více sítí (desítky až stovky) na jednom místě, všichni zúčastnění ISP společně financují sdílené technologie